# Radosław Sikorski
Radosław Tomasz Sikorski (n. 23 februarie 1963, Bydgoszcz) este un politician, politolog și jurnalist polonez. În anii 2005-2007 - ministrul apărării naționale al Republicii Polone, din noiembrie 2007 pînă în septembrie 2014 - ministru de externe în guvernul lui Donald Tusk.

## Biografie
A absolvit facultatea de filosofie, științe politice și economie din cadrul Universității din Oxford. În 1987 a obținut Premiul World Press Photo pentru fotografiile realizate în Afganistan ca report de război. În 1992, a îndeplinit funcția de viceministru al apărării (în Guvernul lui Olszewski). În anii 1998-2001 a exercitat funcția de viceministru de externe (în Guvernul lui Buzek), unde s-a ocupat de menținerea relațiilor dintre Polonia, Asia, Africa și America Latină.